# توم توم
توم توم ,واسمها القديم تلي أطلس هي شركة هولندية تصنع منتجات مرورية و ملاحية وخرائط ألكترونية. وساعات جي بي اس رياضية، ونظم إدارة الأساطيل،
تأسست في عام 1991م ومقرها في أمستردام، لديها حاليا 4000 موظف حول العالم وتبيع منتجاتها في أكثر من 41 بلدا. كان اسمه في الأصل الطبل الحجريه البرمجيات التي أسسها بيتر فرانس باولس، بيتر GEELEN، هارولد Goddijn وكورين Vigreux.، ولها شركاء في الخليج العربي وبلدان عربية أخرى.